# Terterani Erasito
Pas d'image ? Cliquez ici

a Compétitions nationales et continentales officielles uniquement.

b Matchs officiels uniquement.
Dernière mise à jour le 27 avril 2020.
Terterani Erasito, dit Ted Postal né le 16 mai 1991, est un joueur de rugby à XV australien d'origine fidjienne. Il évolue au poste de troisième ligne aile au sein de l'effectif de Queensland Country en National Rugby Championship.

## Biographie
En 2010-2011, il participe à la coupe du monde junior avec l'équipe d'Australie. Participant à cinq matchs dont deux en tant que titulaire, il marque un essai lors de cette compétition. Après un début de carrière à la Western Force, il signe en France au RC Narbonne, club de Pro D2.
En 2014, Terterani Erasito change son nom et devient Ted Postal, son prénom étant trop difficile à prononcer et Postal étant le nom de jeune fille de sa mère. Lors de la saison 2014-2015, il devient le capitaine du RC Narbonne.

## Palmarès

### En club
- Vainqueur du National Rugby Championship en 2015 avec Brisbane City, et en 2017 avec Queensland Country.